# Česká Kamenice
Česká Kamenice (en allemand : Böhmisch Kamnitz) est une ville du district de Děčín, dans la région d'Ústí nad Labem, en République tchèque. Sa population s'élevait à 5 196 habitants en 2021.

## Géographie
Česká Kamenice se trouve à 15 km à l'est de Děčín, à 30 km au nord-est d'Ústí nad Labem et à 81 km au nord de Prague.

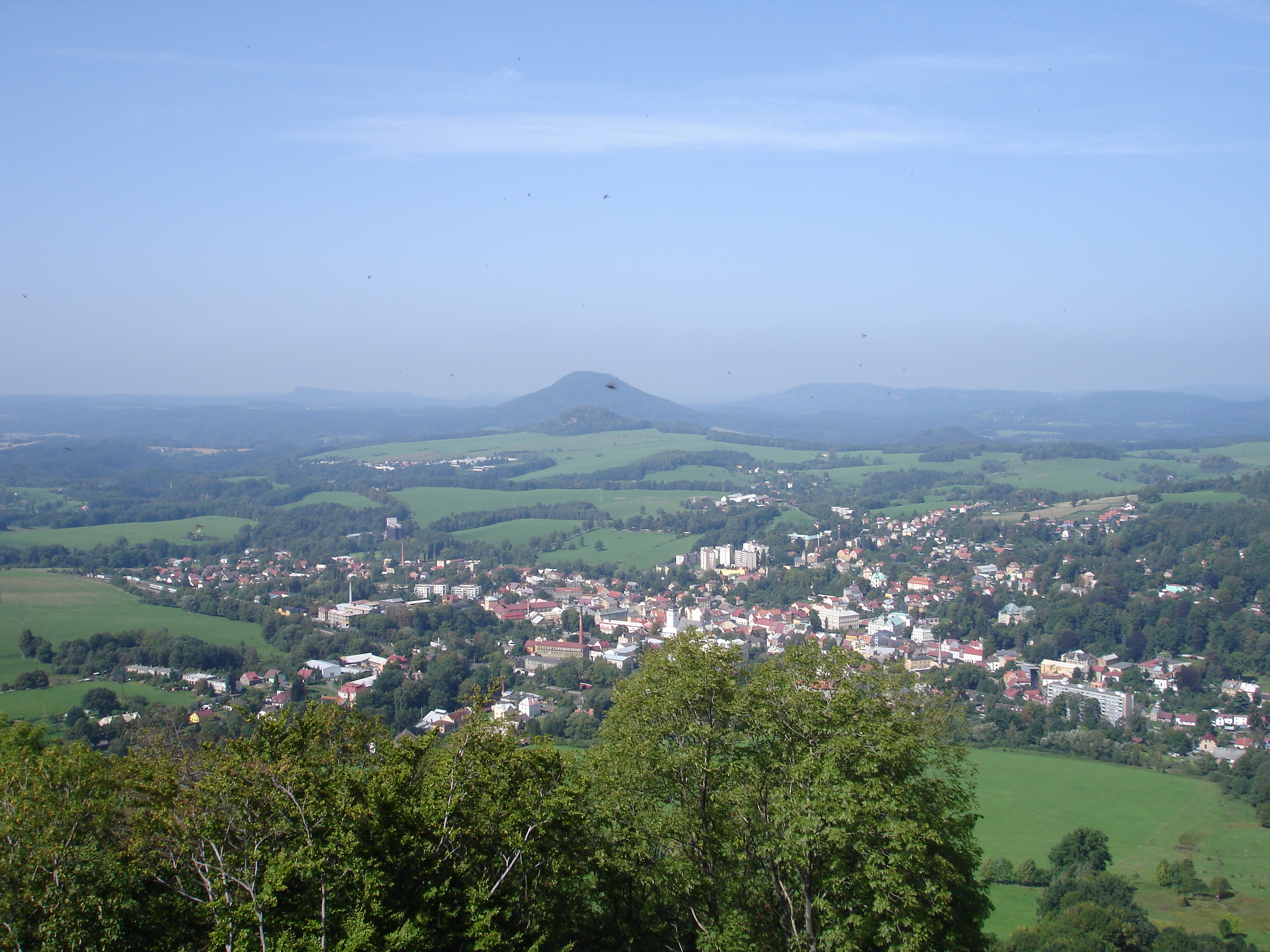
Vue générale de Česká Kamenice.

## Histoire
Česká Kamenice a été fondé au milieu du XIIIe siècle. Elle se trouve dans la région historique de Bohême.

## Administration
La commune se compose de dix quartiers :
- Česká Kamenice
- Dolní Kamenice
- Filipov
- Horní Kamenice
- Huníkov
- Kamenická Nová Víska
- Kerhartice
- Líska
- Pekelský Důl
- Víska pod Lesy

## Transports
Par la route, Česká Kamenice se trouve à 16 km de Děčín, à 40 km d'Ústí nad Labem et à 114 km de Prague.